# Margherita Zanon
Margherita Zanon (Padova, 7 febbraio 1990) è una calciatrice italiana, attaccante del Padova.

## Carriera

### Gli esordi con il Vicenza
Esordisce con la maglia del Vicenza l'8 settembre 2008 in Coppa Italia contro la Carianese, segnando subito una tripletta che decide l'incontro. Esordisce in Serie B il 5 ottobre 2008 contro il Südtirol Vintl, per poi segnare la sua prima rete in campionato il 30 novembre 2008, contro il Verona Frutta+.

### Il quadriennio con lo Ženský-Padova
L'anno dopo passa allo Ženský-Padova, con il quale esordisce in Coppa Italia proprio contro il Vicenza. In campionato, esordisce con la maglia patavina l'11 ottobre 2009, per poi marcare le prime reti con il club veneto il 29 novembre 2009 contro il Trasaghis, al quale realizza subito una tripletta. Due giornate dopo, realizza un'altra tripletta al Pasiano. Conclude la stagione mettendo a segno anche due doppiette, contro il Fortissimi ed il Montale, concludendo la prima stagione con 10 reti in 18 gare.
L'anno successivo gioca 21 partite realizzando 14 reti, firmando anche due poker: il primo il 20 marzo 2011 contro il Caprera: un poker siglato in appena trenta minuti di gioco.; il secondo il 17 aprile 2011 contro Le Maddalene. A fine stagione, la squadra passa in Serie A2.
Esordisce in Serie A2 contro il San Zaccaria il 9 ottobre 2011. Trova la prima rete in categoria, il 27 novembre 2011 contro il Castelvecchio. Nel corso della stagione firma anche due doppiette: la prima il 4 dicembre 2011 contro il San Carlo Pontevi, la seconda il 13 maggio 2012 contro la sua ex-squadra del Vicenza. Anche l'anno successivo firma due doppiette: la prima il 25 novembre 2012 contro il Real Meda, la seconda il 7 aprile 2013 contro il Tradate Abbiate.
Complessivamente, in maglia patavina segna 24 reti in 39 partite di Serie B, ed altre 19 reti in 46 presenze in Serie A2. In totale marca 44 reti in 90 presenze con lo Ženský Padova.

### L'arrivo al Chiasiellis
Durante il calciomercato estivo 2013 viene ingaggiata dal Chiasiellis per la stagione entrante, con cui esordisce in Coppa Italia il 1º settembre. Segna la prima rete con la maglia biancoceleste l'8 settembre, proprio in Coppa, nel match di ritorno contro il Bearzi. Trova la prima rete in Serie A il 26 ottobre 2013 contro il Napoli. Poche settimane dopo si ripete, segnando anche la sua prima rete in trasferta, nella vittoria sull'AGSM Verona, marcando il gol partita al 92'. La squadra, che durante il campionato non riesce a superare la parte bassa della classifica, chiude al dodicesimo posto e, anche a causa del formato che prevede ben sei retrocessioni, viene relegata alla Serie B, tuttavia la società non riuscendo ad avere il necessario supporto economico decide di non iscriversi al campionato svincolando tutte le proprie atlete.

### Il passaggio al Vittorio Veneto
Libera da impegni contrattuali Zanon viene ingaggiata dal Vittorio Veneto: compagine della Serie B che l'anno prima aveva sfiorato la promozione in massima serie. Dopo aver esordito in Coppa Italia nella vittoria contro il Bearzi, segna una doppietta alla prima di campionato contro la E.D.P. Jesina, ripetendosi alla seconda giornata contro il Due Monti. A fine campionato condivide con le compagne la storica promozione della società alla Serie A.

## Palmarès
- Campionato italiano di Serie B: 1

Vittorio Veneto: 2014-2015

## Statistiche

### Presenze e reti nei club
Aggiornato al 23 settembre 2017.
| Stagione               | Squadra                | Campionato             | Campionato | Campionato | Coppe nazionali | Coppe nazionali | Coppe nazionali | Totale | Totale |
| Stagione               | Squadra                | Comp                   | Pres       | Reti       | Comp            | Pres            | Reti            | Pres   | Reti   |
| ---------------------- | ---------------------- | ---------------------- | ---------- | ---------- | --------------- | --------------- | --------------- | ------ | ------ |
| 2008-2009              | Vicenza                | Serie B                | 20         | 5          | CI              | 3               | 3               | 23     | 8      |
| 2009-2010              | Ženský-Padova          | Serie B                | 18         | 10         | CI              | 1               | 0               | 19     | 10     |
| 2010-2011              | Ženský-Padova          | Serie B                | 21         | 14         | CI              | 2               | 0               | 23     | 14     |
| 2011-2012              | Ženský-Padova          | Serie A2               | 27         | 9          | CI              | 2               | 1               | 29     | 10     |
| 2012-2013              | Ženský-Padova          | Serie A2               | 19         | 10         | CI              | 1               | 0               | 20     | 10     |
| Totale Zensky Padova   | Totale Zensky Padova   | Totale Zensky Padova   | 84         | 43         |                 | 6               | 1               | 90     | 44     |
| 2013-2014              | Chiasiellis            | Serie A                | 29         | 4          | CI              | 3               | 1               | 32     | 5      |
| 2014-2015              | Vittorio Veneto        | Serie B                | 22         | 16         | CI              | 2               | 0               | 24     | 16     |
| 2015-2016              | Vittorio Veneto        | Serie A                | 16         | 1          | CI              | 0               | 0               | 16     | 1      |
| 2016-2017              | Vittorio Veneto        | Serie B                | 16         | 7          | CI              | 3               | 3               | 19     | 10     |
| 2017-2018              | Vittorio Veneto        | Serie B                | 1          | 0          | CI              | 2               | 0               | 8      | 0      |
| Totale Vittorio Veneto | Totale Vittorio Veneto | Totale Vittorio Veneto | 55         | 24         |                 | 7               | 3               | 62     | 27     |
| Totale carriera        | Totale carriera        | Totale carriera        | 188        | 76         |                 | 18              | 9               | 207    | 84     |